# Aaron Brooks (luchador)
Aaron Marquel Brooks (Hagerstown, 15 de junio de 2000) es un deportista estadounidense que compite en lucha libre. Participó en los Juegos Olímpicos de París 2024, obteniendo una medalla de bronce en la categoría de 86 kg.

## Palmarés internacional
| Juegos Olímpicos | Juegos Olímpicos | Juegos Olímpicos  | Juegos Olímpicos |
| Año              | Lugar            | Medalla           | Categoría        |
| ---------------- | ---------------- | ----------------- | ---------------- |
| 2024             | París (Francia)  | Medalla de bronce | 86 kg            |